# Die Küchenbrigade
Die Küchenbrigade (Originaltitel La Brigade) ist ein französischer Spielfilm aus dem Jahr 2022 von Louis-Julien Petit mit Audrey Lamy und François Cluzet.

## Handlung
Die Köchin Cathy Marie arbeitet als Sous-Chefin in einem Haubenlokal. Sie träumt seit langer Zeit davon, ihr eigenes Restaurant zu führen und steht kurz davor, diesen Traum zu realisieren. Allerdings kommt es zwischen ihr und ihrer Vorgesetzten zum Streit, was Cathy in finanzielle Probleme bringt. Denn eine neue Anstellung ihrer Qualifikation entsprechend zu finden ist ein schwieriges Unterfangen.
Cathy sieht sich daher gezwungen, eine Stelle als Kantinenköchin in einem Heim für minderjährige Flüchtlinge anzunehmen. Statt Haubenküche gibt es Dosenravioli und Mikrowelle, ihre Küchenbrigade setzt sich aus den Heimbewohnern zusammen. Ihr Traum vom eigenen Restaurant scheint damit in weite Ferne zu rücken.
Weil Cathy selbst in einem Heim aufgewachsen ist, hat sie durchaus Verständnis für die Geflüchteten. Sie möchte den Jugendlichen etwas beibringen, damit sie ihren Lebensunterhalt einmal selbst verdienen können, und erwartet Respekt und Dankbarkeit. Stattdessen trifft sie auf Widerstände, die Jugendlichen haben Probleme mit Autorität, eine weibliche Vorgesetzte wollen sie erst recht nicht akzeptieren.
Auch mit dem Widerstand des Heimleiters Lorenzo muss Cathy fertig werden. Unterstützung erhält Cathy dabei von Sabine, die ihre eigenen Träume nicht realisiert hatte, sowie von ihrer Freundin Fatou. Erst nachdem sie die Küchenarbeit wie ein Fußballtrainer einteilt, beteiligen sich die Jugendlichen mit zunehmendem Engagement, am Ende des Projektes soll eine Ausbildung in einer Kochklasse stehen. Auch der Heimleiter zieht mit und das Fernsehteam einer Kochsendung berichtet über das Projekt. Schließlich kann Cathy eine Kochklasse durchsetzen und ist Lehrerin im Ausbildungszentrum.

## Besetzung und Synchronisation
Die deutschsprachige Synchronisation übernahm die Eclair Studios Germany GmbH. Dialogregie führte Elke Weber-Moore, die auch das Dialogbuch schrieb.
| Rolle            | Darsteller           | Synchronsprecher   |
| ---------------- | -------------------- | ------------------ |
| Adèle            | Adèle Galloy         | Sonja Spuhl        |
| Anne-Marie       | Charlotte Léo        | Marion Musiol      |
| Barry Alpha      | Alpha Barry          | Jaron Müller       |
| Boubacar         | Boubacare Balde      | Kaze Uzumaki       |
| Cathy Marie      | Audrey Lamy          | Audrey Lamy        |
| Demba            | Demba Guiro          | Imtiaz Haque       |
| Djibril          | Mamadou Koita        | Nicolas Rathod     |
| Enzo             | Enzo Scaramuzzino    | Dennis Herrmann    |
| Fatou            | Fatou Kaba           | Elisa Bannat       |
| GusGus           | Yannick Kalombo      | Julius Ole Ernst   |
| Irakli           | Irakli Maisaia       | Bastian Sierich    |
| Lorenzo Cardi    | François Cluzet      | Oliver Siebeck     |
| Lyna Deletto     | Chloé Astor          | Nurcan Özdemir     |
| Mamadou Bah      | Amadou Bah           | Finn Posthumus     |
| Mamadous Mutter  | Kamba Tshishiku      | Anna Dramski       |
| Mikaël           | Stéphane Brel        | Sven Gerhardt      |
| Mohamat          | Mohamat Hamit Moussa | Ahmad Khalife      |
| Regisseur        | Tom Deflandre        | Jan Makino         |
| Sabine           | Chantal Neuwirth     | Katharina Lopinski |
| Saikat           | Saikat Barua         | Leon Stiehl        |
| Sayed            | Sayed Farid Hossini  | Samy Abdel Fattah  |
| Yadaf Awel       | Yadaf Awel           | Louiz El Hosri     |
| Aufnahmeleiterin |                      | Nina Witt          |

## Produktion
Der Film wurde von Odyssée Pictures produziert, in Koproduktion mit Apollo Films, France 3 Cinéma und Elemiah. Die Dreharbeiten fanden an 38 Drehtagen in den Regionen Île-de-France und Hauts-de-France statt. Das Szenenbild gestalteten Cécile Deleu und Arnaud Bouniort, für den Ton zeichnete Julien Blasco verantwortlich.

## Veröffentlichung
Premiere der Filmkomödie war am 20. Januar 2022 am Filmfestival in Alpe d’Huez, in Frankreich kam der Film am 23. März 2022 in die Kinos. Im Juni 2022 wurde der Film am Internationalen Filmfest Emden-Norderney aufgeführt und mit dem Bernhard-Wicki-Preis ausgezeichnet. Ende August/Anfang September 2022 wurde der Film am Fünf Seen Filmfestival gezeigt.
Der Kinostart war in Deutschland am 15. September 2022, in Österreich am darauffolgenden Tag.
Im ORF wurde der Film am 19. August 2024 erstmals ausgestrahlt.

## Rezeption
Sylvia Böhm-Haimerl meinte in der Süddeutschen Zeitung, dass die liebevoll inszenierte Komödie kurzweilig sei und ganz ohne erhobenen Zeigefinger auskomme. Der Film greife gängige Vorurteile auf, gehe aber weiter, weil er die Probleme auch aus der Sicht der Geflüchteten betrachte. Über weite Strecken würden die Probleme vielschichtig und durchaus realistisch dargestellt.
Oliver Armknecht bewertete den Film auf film-rezensionen.de mit sechs von zehn Punkten. Der starke Kontrast zwischen ambitionierter Köchin und jugendlichen Asylsuchenden sorge für amüsante Momente. Insgesamt überwiege aber der versöhnliche Ton, wenn die Tragikomödie sich für ein offenes Miteinander, Wertschätzung und Selbstverwirklichung einsetzt.
tvspielfilm.de urteilte: „Sympathische Sozialkomödie ohne echte Überraschung“. Es sei nicht wirklich überraschend, wie sich die Story entwickele, auch wenn es am Ende noch einen unerwarteten Schlenker gebe. Eine typische Sozialkomödie, charmant gespielt, mit erfrischendem Amateurcast.

## Auszeichnungen
Festival international du film de comédie de l’Alpe d’Huez 2022
- Auszeichnung als beste Schauspielerin (Audrey Lamy)[16][17]

Internationales Filmfest Emden-Norderney 2022
- Auszeichnung mit dem Bernhard-Wicki-Preis (Jean-Louis Petit)[10][18]